# Сядэ (Омская область)
Сядэ — исчезнувшая деревня в Крутинском районе Омской области. Располагалась на территории современного Рыжковского сельского поселения. Дата упразднения не установлена.

## История
Образован в начале 1930-х годов в период коллективизации. В это время часть эстонских жителей села Рыжково образовало коммуну «Ревель-Сядэ». В 1960-е годы деревня была признана не перспективной и ее население было вновь переселено в Рыжково, образовав компактную часть села т. н. Ерзовку. Эстонцы из деревни Сядэ считались более консервативным по сравнению с русифицированным эстонским населением Рыжкова, "настоящими эстонцами".